# Viola Wahlen
Astri-Viola Wahlen, auch als Viola Rieschel geführt, (* 15. März 1917 in Hamburg; † 4. Januar 2018) war eine deutsche Schauspielerin und Synchronsprecherin.

## Familie
Viola Wahlen war die Tochter des Konsuls Heinrich Rudolph Wahlen und seiner Frau Thyra. Ihre Schwester war die Psychologin Ingeborg Edle und Freifrau von Plotho. Viola Wahlen war mit dem Regisseur, Moderator, Theaterintendanten und späteren Verwaltungsdirektor der Städtischen Bühnen Frankfurt Hanspeter Rieschel verheiratet. Von den Töchtern wurden Susanne Rieschel als Redakteurin und Claudia Rieschel als Schauspielerin bekannt.

## Ausbildung und Karriere
Viola Wahlen war seit 1937 als Tänzerin an der Hamburger Staatsoper nachweisbar. Wenig später erhielt sie ihre künstlerische Ausbildung bei Helmuth Gmelin und bei Eduard Marks in Hamburg. Ebenfalls bei Gmelin nahm zur gleichen Zeit Wolfgang Borchert Schauspielunterricht. Die späten Kriegsjahre, 1942 bis 1944, wirkte sie in Innsbruck. Gemeinsam mit Borchert, der Schauspielerin Lotte Manzart sowie der Radiolektorin Ruth Malchow gründete sie am 1. November 1945 das Hinterhoftheater „Die Komödie“, die knapp einen Monat später jedoch wieder schließen musste. Dennoch blieb das Theater das Zentrum ihres künstlerischen Schaffens. So wirkte Viola Wahlen beispielsweise 1947 in der Uraufführung von Hans Henny Jahnns Armut, Reichtum, Mensch und Tier am Altonaer Haus der Jugend mit. Zu Beginn der 50er Jahre trat sie auch an anderen Hamburger Spielstätten auf wie dem Theater im Zimmer.

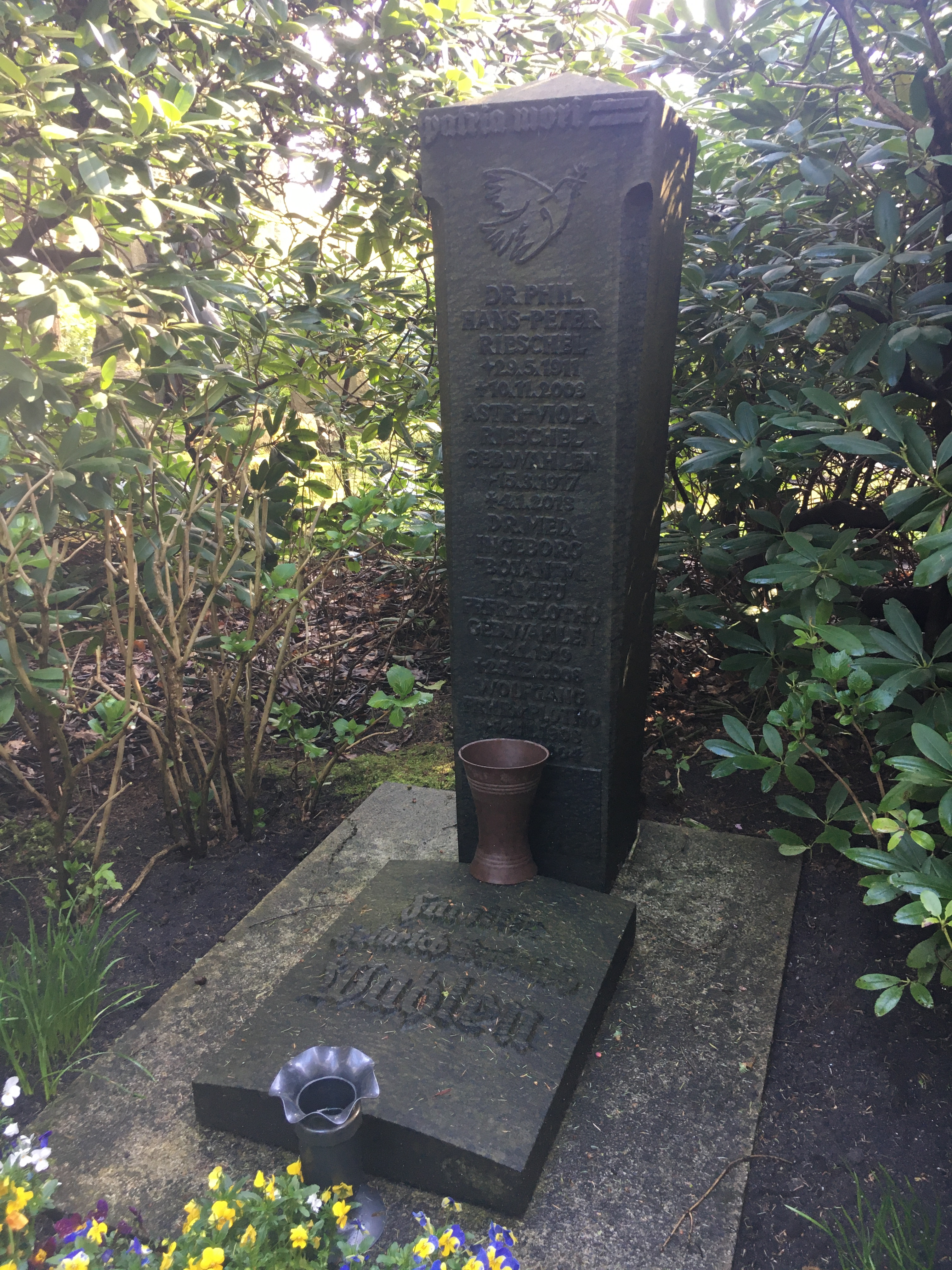
Familiengrabstätte auf dem Friedhof Ohlsdorf im Planquadrat Y 24

Gelegentlich übernahm sie Rollen in Fernsehproduktionen namhafter Regisseure wie Thomas Engel (Meine Nichte Susanne), Oscar Fritz Schuh (Adrienne Mésurat) und Wolfgang Liebeneiner (Eine konsequente Frau).
Darüber hinaus war sie umfangreich als Sprecherin für Hörfunk und Filmsynchronisation tätig. So wirkte sie beispielsweise 1949 als Dr. Kay Wiseman in der inzwischen verschollenen NWDR-Adaption von Francis Durbridges Paul Temple und die Affäre Gregory mit. Als Synchronsprecherin lieh sie ihre Stimme u. a. Dulcie Gray in Starke Herzen, Anne Crawford in So ist das Leben und Kim Hunter in Die Maske runter.
Im März 2017 feierte sie ihren 100. Geburtstag. Beigesetzt wurde Viola Wahlen in der Familiengrabstätte auf dem Friedhof Ohlsdorf in ihrer Geburtsstadt.

## Filmografie (Fernsehfilme)
- 1964: Meine Nichte Susanne
- 1969: Adrienne Mésurat
- 1969: Sind wir das nicht alle?
- 1969: Diebelei
- 1971: Eine konsequente Frau
- 1975: Die Maus

## Hörspiele (Auswahl)
- 1946: Das Worpsweder Hirtenspiel – Regie: Günther Schnabel (NWDR Hamburg)
- 1947: Die Verlorenen – Regie: Ludwig Cremer (NWDR Hamburg)
- 1947: Auch eine kleine Stadt – Regie:  Gottfried Lange (NWDR Hamburg)
- 1947: Ein Tag wie morgen: Der 29. 01. 1947 – Regie: Ludwig Cremer (NWDR Hamburg)
- 1948: Die Brücke von San Luis Rey – Autor: Thornton Wilder; Regie: Gustav Burmester (NWDR Hamburg)
- 1948: Säuberung in Ithaka – Regie: Hans Quest (NWDR Hamburg)
- 1949: Restlos bezahlt – Regie: Fritz Schröder-Jahn (NWDR Hamburg)
- 1949: Goethe erzählt sein Leben; 3. Teil: Student in Leipzig – Regie: Ludwig Cremer (NWDR Hamburg)
- 1949: Das seltsame Abenteuer des Herrn Bichel – Regie: Kurt Reiss (NWDR Hamburg)
- 1949: Frauen ohne Hafen – Regie: Gustav Burmester (NWDR Hamburg)
- 1949: Paul Temple und die Affäre Gregory – Regie: Eduard Hermann und Fritz Schröder-Jahn (NWDR Köln/Hamburg)
- 1950: Die trostlose Tugend – Regie: Kurt Reiss (NWDR Hamburg)
- 1950: Bist Du’s? – Regie: Hans Gertberg (NWDR Hamburg)
- 1950: Zehnter Hochzeitstag – Regie: Detlof Krüger (NWDR Hamburg)
- 1950: Caliban – Regie: Otto Kurth (NWDR Hamburg)
- 1950: Die Odyssee des Johnny Wren - Regie: Kurt Reiss (NWDR Hamburg)
- 1951: Bummel durch den Januar – Regie: Curt Becker (NWDR Hamburg)
- 1951: Ruf mich an – Regie: Hans Gertberg (NWDR Hamburg)
- 1952: Fahr wohl, Benjowsky – Regie: Gert Westphal (NWDR Hamburg)
- 1953: Der Terminkalender – Regie: Fritz Schröder-Jahn (NWDR Hamburg)
- 1953: Des Narren vier Monde – Regie: Wilhelm Semmelroth (NWDR Köln)
- 1953: Ich und mein Chef – Regie: Günter Siebert (RB)
- 1954: Das Gericht zieht sich zur Beratung zurück; Folge: Die Tonne mit den Fröschen – Regie: Gerd Fricke (NWDR Hamburg)
- 1955: Das Unternehmen der Wega – Autor: Friedrich Dürrenmatt; Regie: Kurt Reiss (NWDR Hamburg)
- 1955: Das Gericht zieht sich zur Beratung zurück; Folge: Ohne Zeugen – Regie: Gerd Fricke (NWDR Hamburg)
- 1955: Prozeßakte Vampir; 3. Teil: Herr Kaminski erzählt: Glanz und Elend der Traute Finow – Regie: Hans Gertberg (NWDR Hamburg)
- 1955: Das Gericht zieht sich zur Beratung zurück; Folge: Die tödliche Spritze – Regie: Gerd Fricke (NWDR Hamburg)
- 1957: Wir sind mitten in der Operation – Regie: Fritz Schröder-Jahn (NDR)
- 1959: Brigadevermittlung – Regie: Kurt Reiss (NDR)
- 1968: Die Monduhr – Regie: Fritz Schröder-Jahn (NDR)